# Artarije
Artarije (akad. Arteremu, grč. Artarius) je bio sin Kserksa, odnosno član kraljevske perzijske dinastije Ahemenida. Vladao je kao satrap Babilonije u doba Kserksovog sina Artakserksa I. (465. – 424. pr. Kr.), velikog kralja Perzijskog Carstva. Artarije se spominje u arhivama trgovačke obitelju Murašu iz Nipura (431. – 424. pr. Kr.), te u djelima grčkog povjesničara i liječnika Ktezija koji je služio na perzijskom kraljevskom dvoru.
Uloga Artarija u dvorskim spletkama nakon smrti njegova oca i perzijskog vladara Kserksa nije poznata, no povjesničari poput Ktezija spominju kako su u njima sudjelovali njegova braća Darije i Histasp. Megabiz II., sin babilonskog satrapa Zopira, podigao je ustanak protiv Artakserksa I. budući kako je perzijski vladar dao pogubiti egipatske pobunjenike (koje je porazio sam Megabiz), unatoč Megabizovom obećanju kako će biti pošteđeni. Artakserkso I. je potom na Megabiza poslao dvije vojske pod zapovjedništvom Usirisa i Artarijevog sina Menostana, no oba puta Megabiz II. je ostvario pobjedu na način da se prethodno dogovorio da umjesto bitke vodi dvoboj sa zapovjednicima protivničkih vojska. Artarije je zajedno s eunuhom Artoksarom i sestrom Amitis sudjelovao kao posrednik u Megabizovom pomirenju s velikim kraljem, koji ga je pomilovao.

## Poveznice
- Kserkso
- Artakserkso I.
- Megabiz II.

## Vanjske poveznice
- Ktezije: „Persica“, 41. i 42. Arhivirana inačica izvorne stranice od 11. siječnja 2012. (Wayback Machine)